# Spirit of Ecstasy
Pour les articles homonymes, voir Spirit et Ecstasy (homonymie).
The Flying Lady ou The Silver Lady ou Spirit of Ecstasy (Esprit d'Extase, en anglais) est la statuette mascotte ailée historique du constructeur automobile britannique Rolls-Royce. Elle fut créée en 1911 par le sculpteur anglais Charles Sykes pour enjoliver les bouchons de radiateur de la marque. 

## Description
La statuette représente une jeune femme dans une attitude dynamique inclinée vers l'avant ; ses bras sont lancés haut en arrière et ses vêtements se gonflent dans son dos dans le prolongement des bras, dans un mouvement évoquant des ailes, des premiers ornithoptères de l'histoire de l'aviation.

## Historique
Les premières Rolls-Royces étaient livrées avec un simple bouchon de radiateur. Lord Montagu de Beaulieu, un riche amateur de la marque britannique, du château de Beaulieu (Hampshire) (actuel musée automobile de Beaulieu) et ami de Charles Rolls, avait chargé un de ses amis, le peintre et sculpteur anglais Charles Sykes (diplômé du Royal College of Art de Londres), de créer une statuette pour sa Rolls-Royce personnelle. 

Musée automobile de Beaulieu et château de Beaulieu de Lord Montagu de Beaulieu
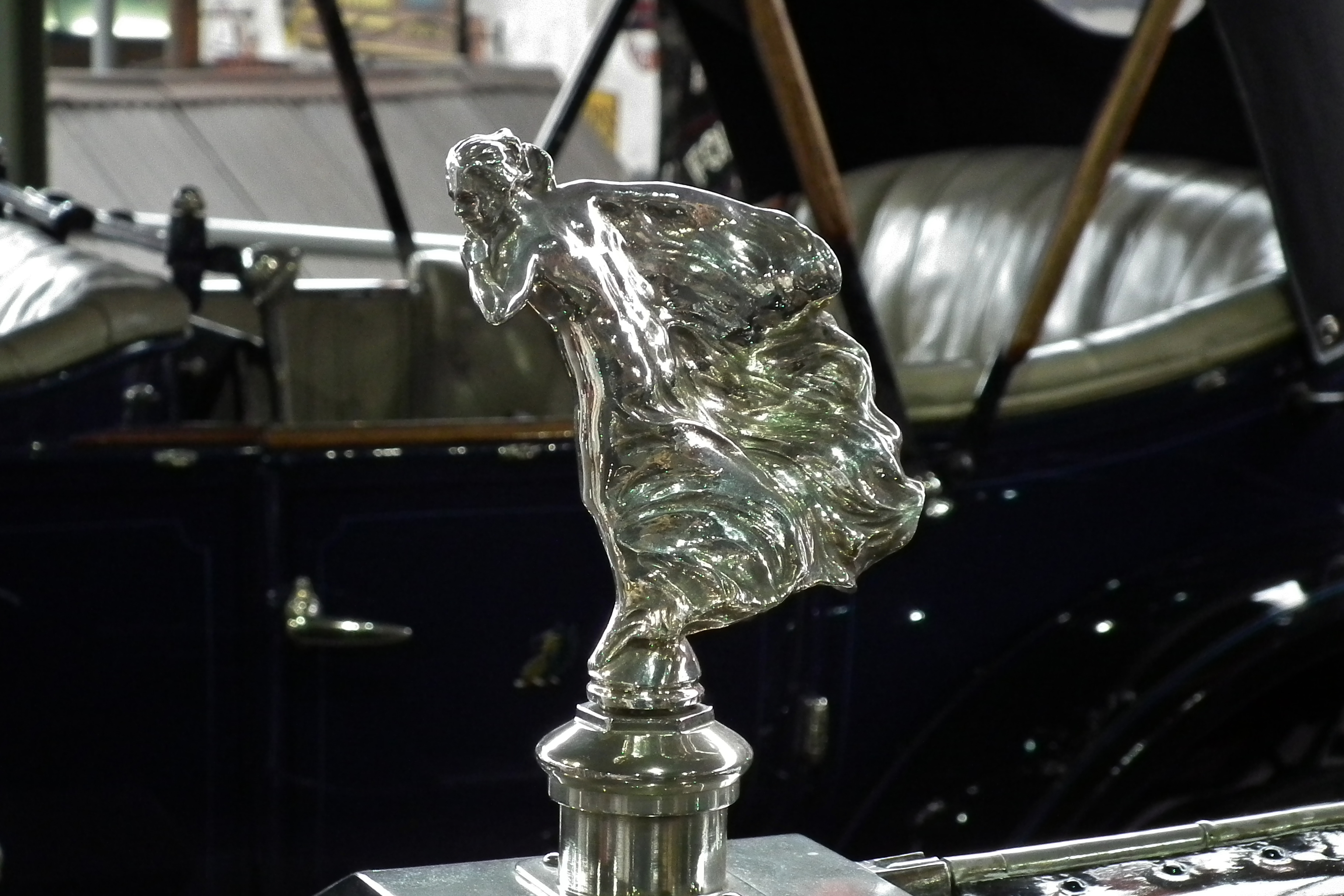
The Whisper.
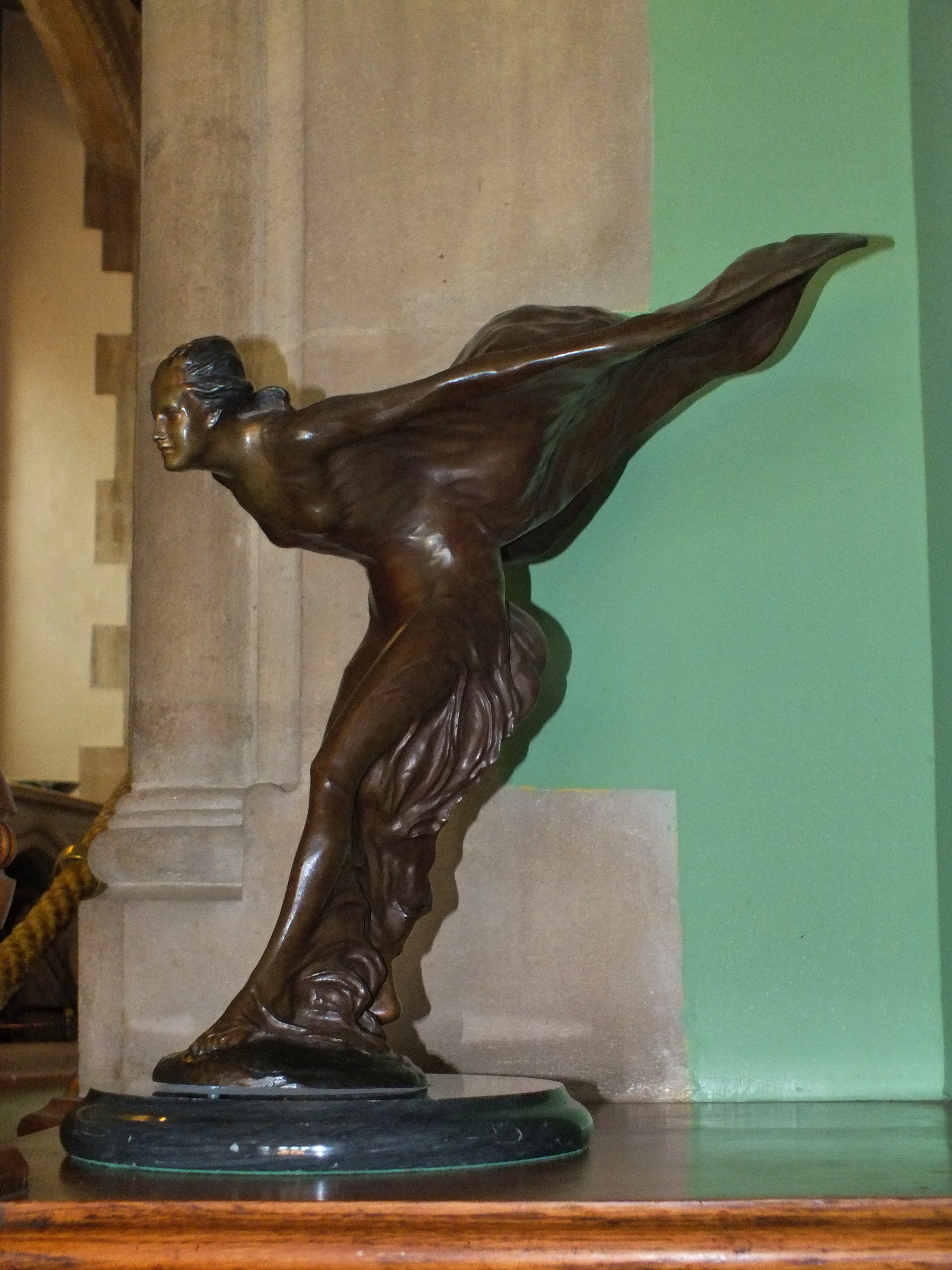
The Spirit of Ecstasy.
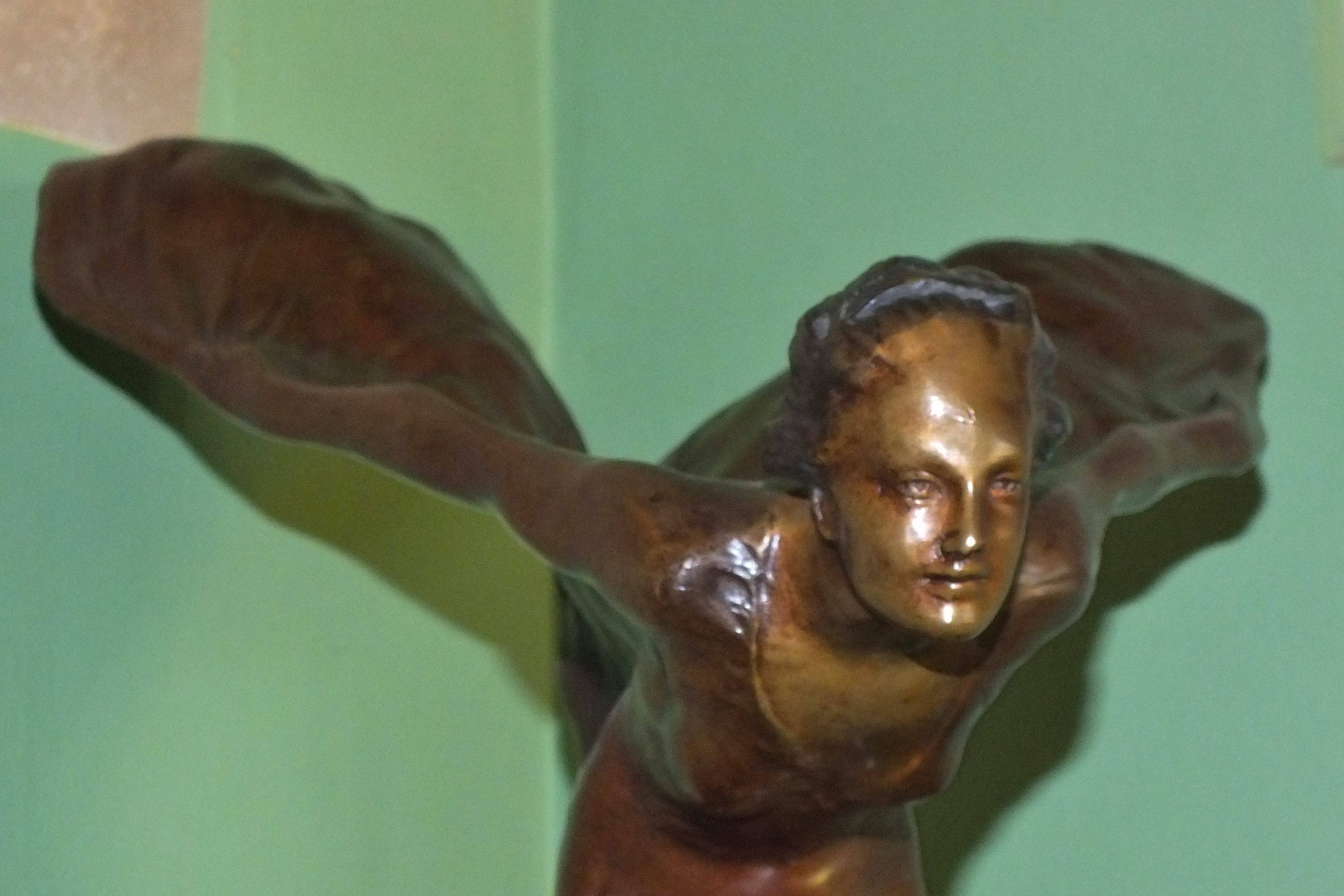
Le visage d'Eleanor Thornton du château de Beaulieu

Cette œuvre Art nouveau en métal argenté, surnommée « The Whisper » (« Le Chuchotement ») représente une jeune femme avec ses vêtements et chevelure au vent, avec un doigt sur les lèvres,, en allusion aux gammes Rolls-Royce Silver Ghost ou Rolls-Royce Phantom d'Henry Royce de l'époque. Eleanor Thornton, secrétaire de John Montagu de Beaulieu depuis 1902,  devenue sa maîtresse, fut l'inspiratrice de la mascotte, le doigt sur les lèvres symbolisant leur union secrète,. 
Les bouchons de radiateurs personnalisés étaient devenus très populaires et quand il fut décidé que la marque prestigieuse Rolls-Royce se devait d'avoir son propre symbole à la proue de ses voitures, John Douglas-Scott-Montagu de Beaulieu présenta Charles Sykes à Claude Johnson (en), le président-directeur de la marque.
Sykes sculpta la célèbre statuette en 1911, variante du « The Whisper » précédent et inspirée de la Victoire de Samothrace du IIe siècle av. J.-C. du musée du Louvre de Paris. Elle devait inspirer « l'esprit de la Rolls-Royce, précisément : la vitesse et le silence, l'absence de vibrations, une grande puissance mystérieusement couplée avec un bel organisme vivant d'une grâce superbe… ».

Quelques variantes
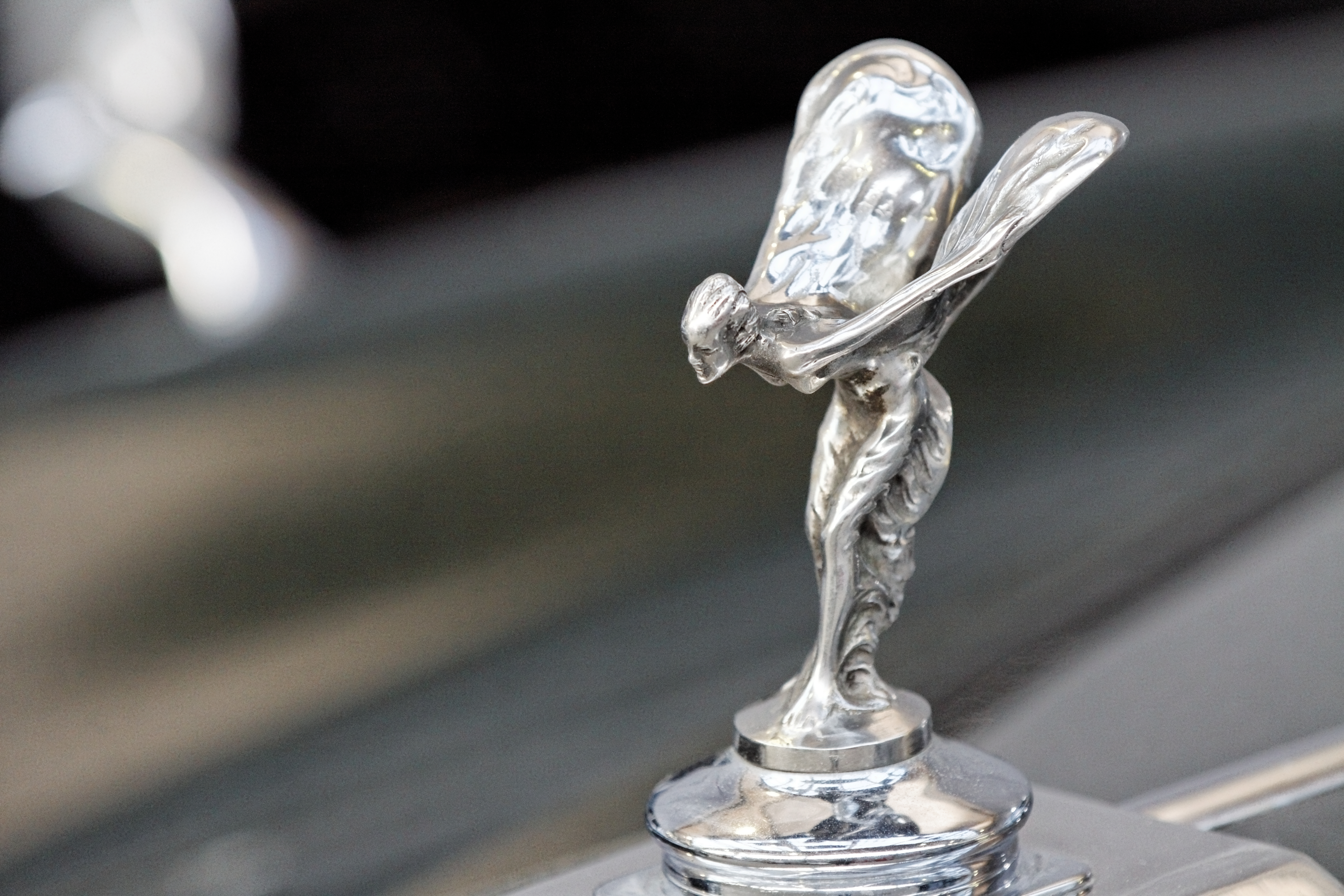
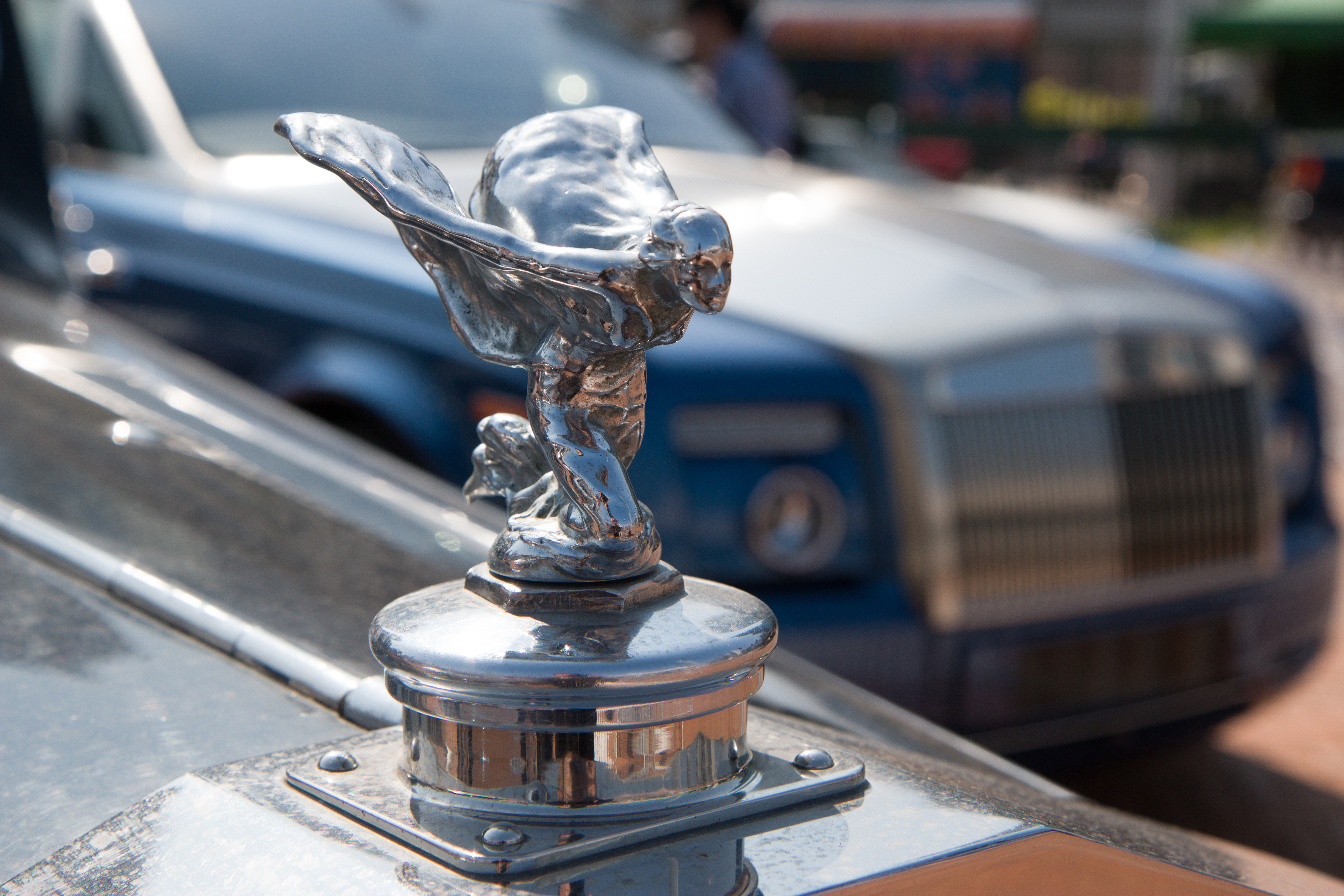
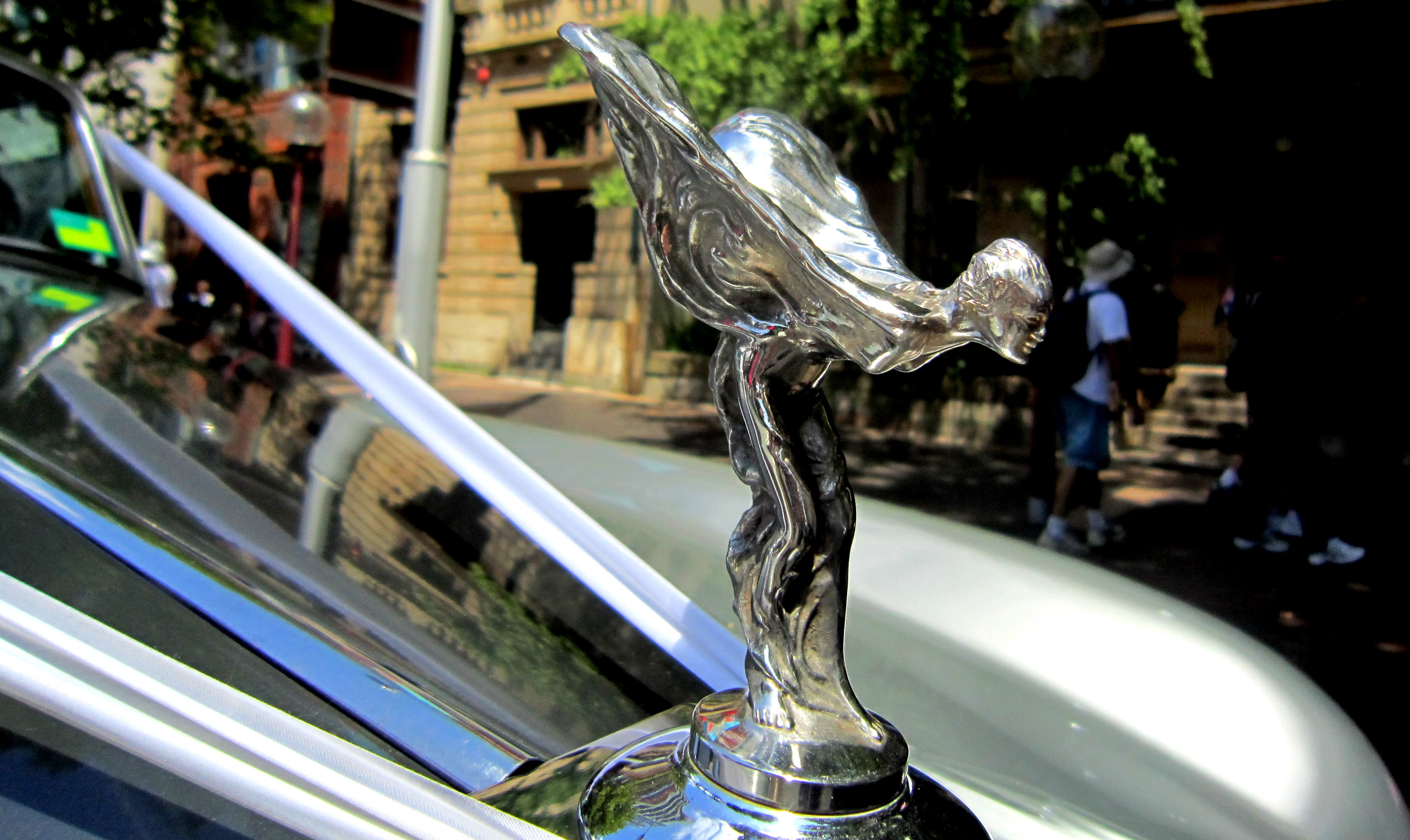
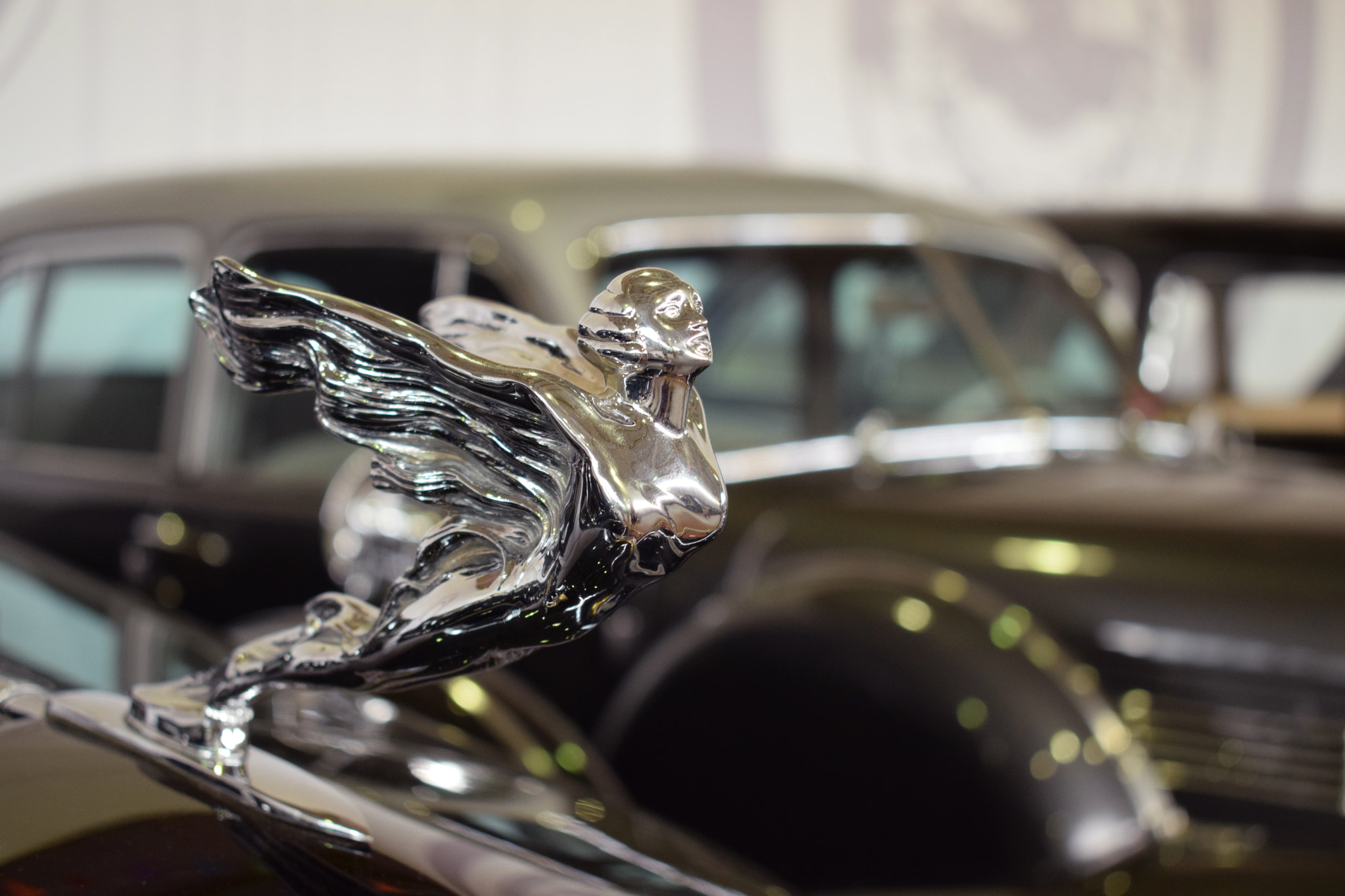

La statuette, proposée en option jusqu'au début des années 1920 avant de devenir un élément « standard », était plaquée d'argent jusqu'en 1914. Elle sera ensuite fabriquée en acier inoxydable, avec la possibilité de la commander en argent, en bronze ou encore en or. Elle est déclinée en divers variantes artistiques avec le temps, dont certaines agenouillées. De nombreuses copies sont également en circulation.

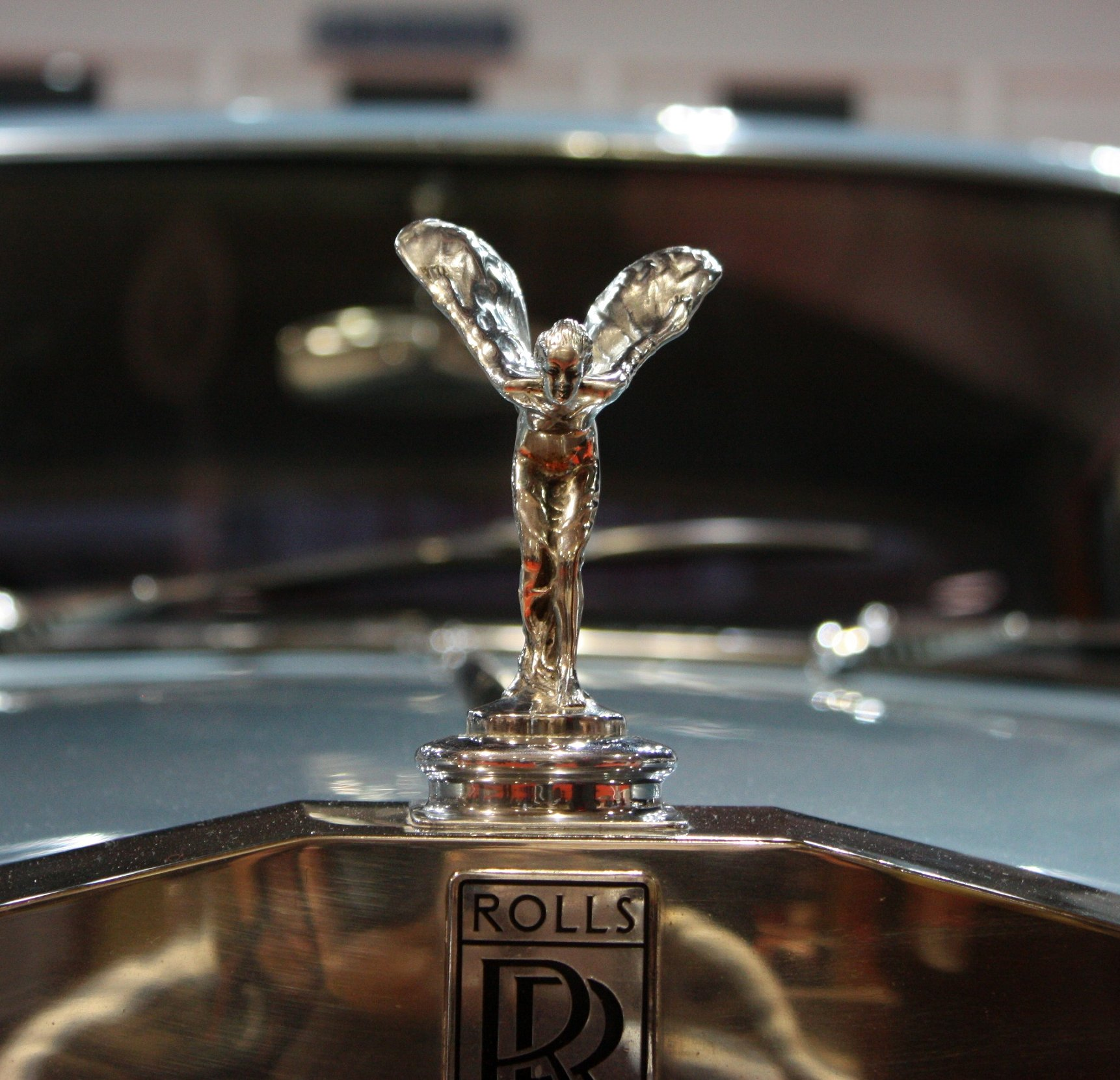

La signature de Sykes figurait sur le socle avec la date du 6 février 1911. À l'occasion du centenaire de sa création, la statuette est gravée de l'inscription « Spirit of Ecstasy Centenary - 2011 » sur tous les modèles de Rolls-Royce fabriqués en 2011.
Depuis 2003, les modèles récents de Rolls-Royce disposent d'un système automatique et manuel qui permet de rétracter la statuette dans la calandre, si on tente de l'arracher (vandalisme) ou si un accident est détecté (même fonctionnement que le déclenchement des airbags) pour éviter des blessures supplémentaires par exemple à un éventuel piéton.

## Autres dénominations
La statuette est d'abord appelée « Spirit of Speed » (« Esprit de la vitesse »),, puis « Spirit of Ecstasy » (« Esprit d'extase »). Elle est communément appelée « Flying Lady » (la « Femme volante ») aux États-Unis.
Elle est également surnommée « Silver Lady » (la « Femme d'argent »), « Emily », ou « Nelly in her Nighty » (« Nelly dans sa chemise de nuit »).

## Dans la culture

### En musique
- 1971 : « Melody » chanson de l'album Histoire de Melody Nelson, de Serge Gainsbourg. C'est l'histoire de Melody Nelson (Jane Birkin), une jeune fille aux cheveux rouges, une « adorable garçonne » âgée d'une quinzaine d'années. Dans Melody, à vélo, elle est percutée accidentellement par la Rolls Royce Silver Ghost de Serge Gainsbourg « Là-bas, sur le capot de cette Silver Ghost de 1910, s'avance en éclaireur, la Vénus d'argent du radiateur, dont les voiles légers volent aux avant-postes, hautaine, dédaigneuse... Elle tient le mors de mes vingt-six chevaux-vapeur, princesse des ténèbres, archange maudit, amazone modern style que le sculpteur, en anglais, surnomma « Spirit of Ecstasy »... »[12].